# De Ganzenhoedster (Efteling)
De Ganzenhoedster is een standbeeld in het Nederlandse attractiepark de Efteling. Het beeld bevindt zich op het Anton Pieckplein, voor de Anton Pieckcarrousel. Het beeld is ontworpen door Anton Pieck en werd op 23 juli 1955 onthuld door toenmalig burgemeester Reinier van der Heijden.
Het standbeeld is een uitbeelding van het titelpersonage uit het sprookje De ganzenhoedster, hoewel de Efteling in de jaren '50 ook een eigen verhaal over de figuur heeft geschreven. 

## Trivia
- Sinds 2008 wordt iedere winter een alternatieve versie van het beeld geplaatst waarbij de ganzenhoedster warmere kleding aanheeft.
- Sinds 2007 is in het Diorama een miniatuurversie van de ganzenhoedster te vinden.
- In het Duitste attractiepark Europa-Park bevindt zich een 26 centimeter hoge kopie van de ganzenhoedster, die in 2009 door de Efteling geschonken is als relatiegeschenk.[1]

Lijst van attracties in de Efteling · Lijst van sprookjes in de Efteling · Afbeeldingen